# 1954-es magyar tekebajnokság
Az 1954-es magyar tekebajnokság a tizenhatodik magyar bajnokság volt. A bajnokságot április 10. és 11. között Szegeden, a férfiakét a Petőfi, a nőkét a Postás pályáján rendezték meg.

## Eredmények
| Versenyszám  | Arany                            | Arany | Ezüst                       | Ezüst | Bronz                                 | Bronz |
| ------------ | -------------------------------- | ----- | --------------------------- | ----- | ------------------------------------- | ----- |
| Férfi egyéni | Lakos Gyula Budafoki Szikra      | 863   | Bubori István Szegedi Dózsa | 855   | Horváth László Szombathelyi Lokomotiv | 849   |
| Női egyéni   | Nagytorma Gyuláné Szegedi Postás | 424   | Szabó Lászlóné Vasas MÁVAG  | 418   | Buga Istvánné Bp. Előre               | 412   |